# فرودگاه گبرنیدر ادگاردو کاستلو
فرودگاه گبرنیدر ادگاردو کاستلو (به انگلیسی: Gobernador Edgardo Castello Airport) (به زبان بومی: Aeropuerto de Viedma - Gobernador Edgardo Castello) یک فرودگاه همگانی و نظامی با کد یاتا VDM است که یک باند فرود آسفالت دارد و طول باند آن ۱۵۰۰ متر است. این فرودگاه در شهر ویدما کشور آرژانتین قرار دارد و در ارتفاع ۶ متری از سطح دریا واقع شده‌است.